# Tabula Cebetis
Tabula Cebetis (Die Bildtafel des Kebes) ist der lateinische Titel eines antiken philosophischen Dialogs. Das Werk ist in altgriechischer Sprache abgefasst und trägt den griechischen Titel πίναξ pínax (‚Das Gemälde‘, ‚Die Bildtafel‘).

## Autor, Entstehungszeit und Inhalt
Die Schrift wurde in ihrer vorliegenden Form anscheinend im 1. oder frühen 2. Jahrhundert von einem unbekannten Autor verfasst. Spätestens ab dem 2. Jahrhundert galt der Philosoph Kebes, der im späten 5. und frühen 4. Jahrhundert v. Chr. gelebt hatte, als der Verfasser. Daher wird der anonyme Autor auch Pseudo-Kebes genannt.
Der Titel bezieht sich auf ein Votivgemälde, das sich vor dem Tempel des Gottes Kronos befand und das menschliche Leben darstellte. Darüber unterhält sich in dem fiktiven Dialog ein alter Mann mit zwei Jünglingen. Die philosophischen Ansichten, die dabei geäußert werden, sind zu einem erheblichen Teil neupythagoreisch, doch ist auch stoischer und kynischer Einfluss erkennbar.   

## Rezeption

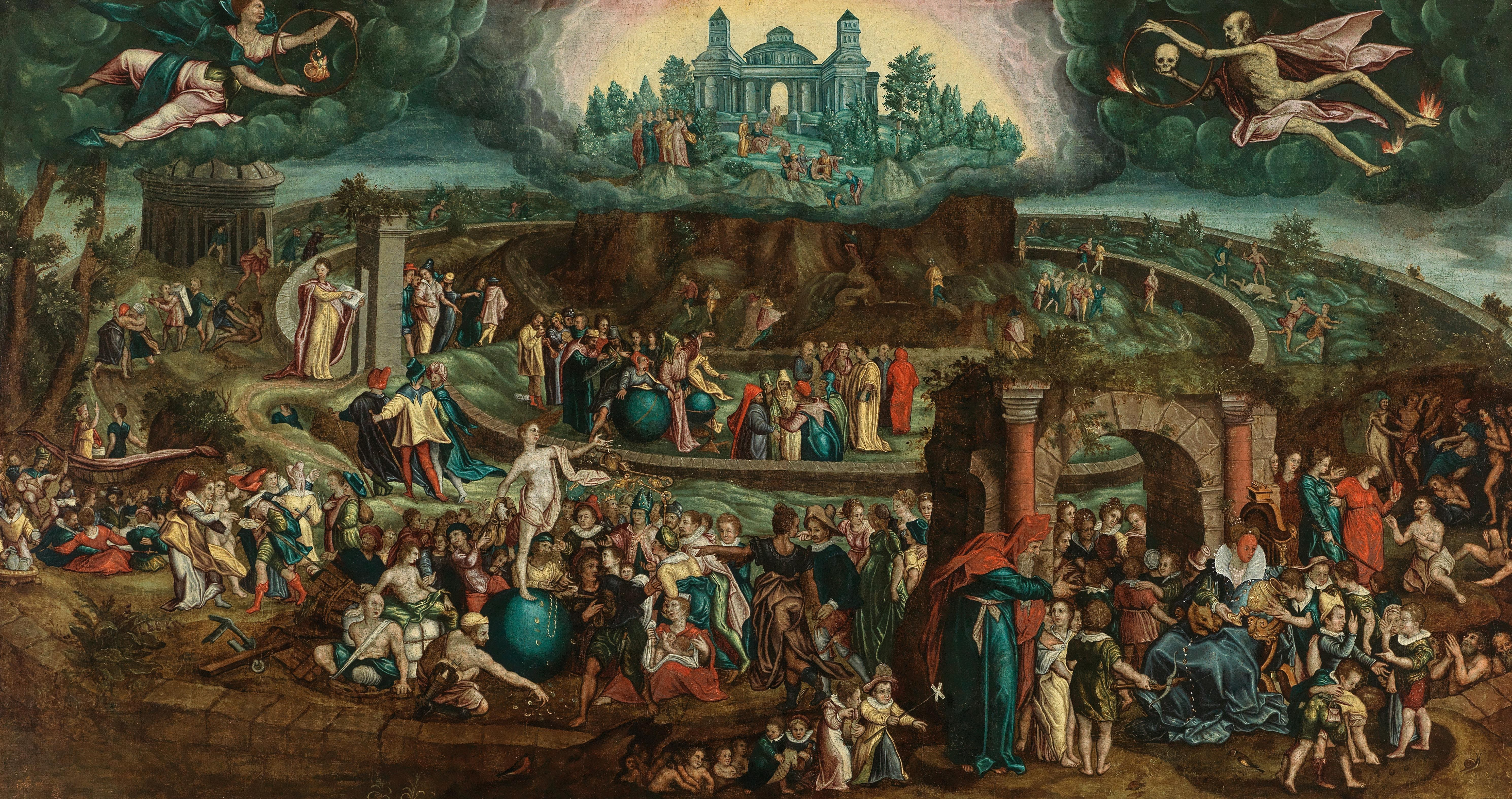
Tabula Cebetis, Gemälde des 17. Jahrhunderts

Der Pinax des Pseudo-Kebes war in der Antike verbreitet und wurde unter anderem von Lukian und dem Kirchenschriftsteller Tertullian zitiert. Im Mittelalter war das Werk in der lateinischsprachigen Gelehrtenwelt des Westens unbekannt. Es wurde aber im Hochmittelalter von einem anonymen Übersetzer ins Arabische übersetzt. Der arabische Text ist erhalten.
In der Renaissance wurde der Pinax wiederentdeckt. Die erste Ausgabe wurde 1494 als Begleittext zur Grammatik des Konstantinos Laskaris bei Aldus Manutius in Venedig veröffentlicht. Im Jahr 1497 erschien erstmals eine lateinische Übersetzung, die von dem italienischen Humanisten Ludovicus Odaxius (Lodovico Odassi) stammt, im Druck. Zahlreiche weitere Drucke folgten, wobei man den Pinax oft mit den Goldenen Versen oder dem Handbüchlein, einem Auszug aus den Lehrgesprächen Epiktets, verband. Das Werk wurde schon im 16. Jahrhundert in sieben weitere Sprachen übersetzt und blieb bis ins 18. Jahrhundert beliebt.

## Ausgaben und Übersetzungen
- John T. Fitzgerald, L. Michael White (Hrsg.): The Tabula of Cebes. Scholars Press, Chico 1983, ISBN 0-89130-601-3 (kritische Edition mit englischer Übersetzung und Einleitung)
- Rainer Hirsch-Luipold, Reinhard Feldmeier, Barbara Hirsch, Lutz Koch, Heinz-Günther Nesselrath (Hrsg.): Die Bildtafel des Kebes. Allegorie des Lebens (= Sapere, Band 8). Wissenschaftliche Buchgesellschaft, Darmstadt 2005, ISBN 3-534-15574-2 (unkritische Ausgabe mit Übersetzung, Einleitung und interpretierenden Essays)